# Czapla okazała
Czapla okazała (Ardeola speciosa) – gatunek średniej wielkości ptaka brodzącego z rodziny czaplowatych (Ardeidae). Występuje w Azji Południowo-Wschodniej. Nie jest zagrożony.

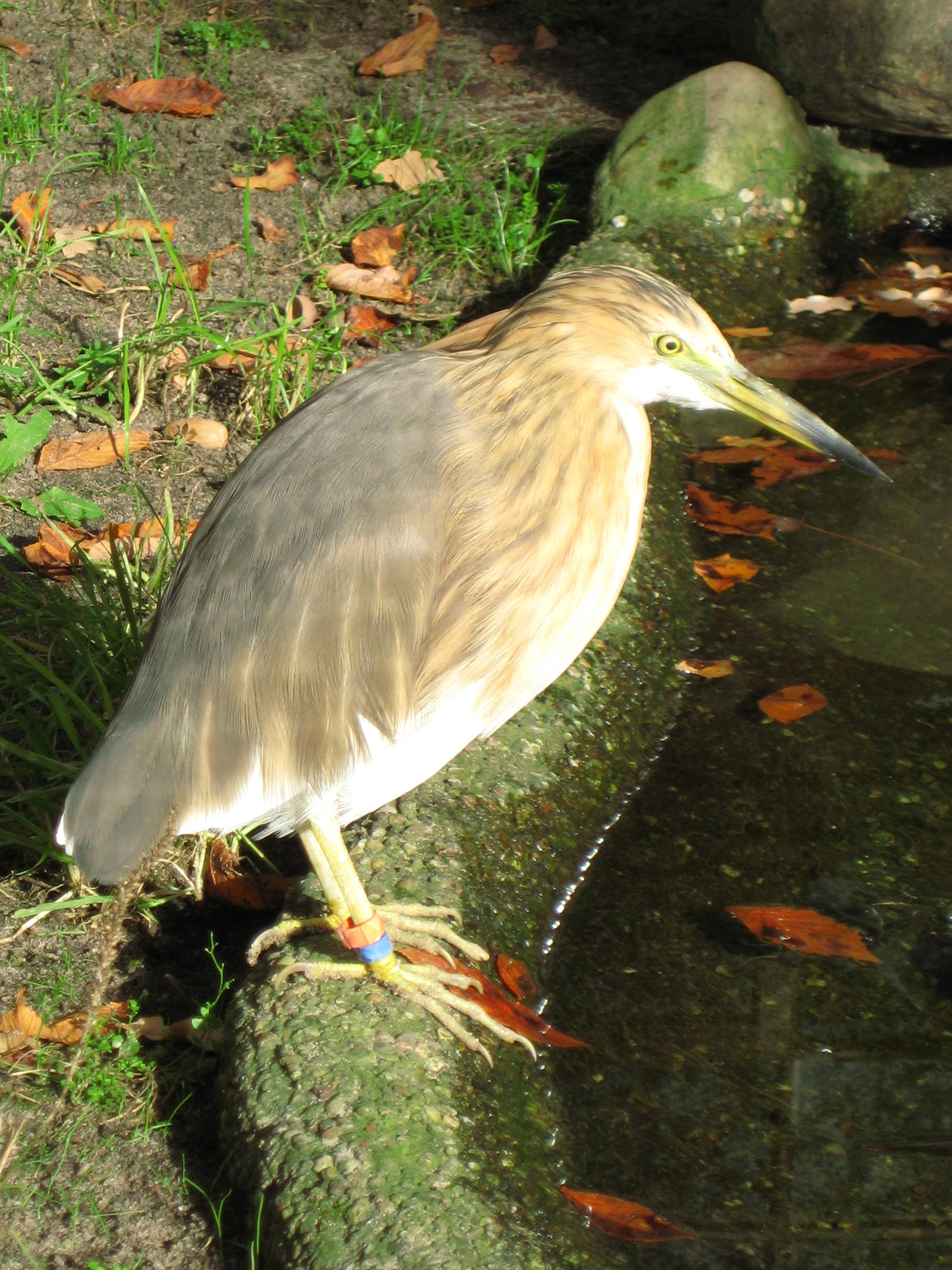
Czapla okazała w szacie spoczynkowej

MorfologiaDługość ciała ok. 45 cm. Białe skrzydła, żółty dziób z czarną końcówką, żółte oczy i nogi. W szacie godowej upierzenie biało-pomarańczowe, a w szacie spoczynkowej biało-brązowe, paskowane (łudząco podobne do czapli białoskrzydłej i czapli siodłatej).
SystematykaGatunek ten opisał w 1821 roku Thomas Horsfield, nadając mu nazwę Ardea speciosa. Jako miejsce typowe autor wskazał wyspę Jawa. Obecnie gatunek umieszczany jest w rodzaju Ardeola.
Podgatunki i zasięg występowaniaWyróżnia się dwa podgatunki A. speciosa:
- A. s. continentalis Salomonsen, 1933 – środkowa Tajlandia i południowe Indochiny
- A. s. speciosa (Horsfield, 1821) – zachodnia i środkowa Indonezja, Filipiny

EkologiaWystępuje na mokradłach, nad jeziorami i stawami, a także na polach ryżowych. Część populacji wędrowna. Zjada różnego rodzaju ryby, kraby i owady. Okres gniazdowania od czerwca do września.
StatusMiędzynarodowa Unia Ochrony Przyrody (IUCN) uznaje czaplę okazałą za gatunek najmniejszej troski (LC – Least Concern). Liczebność populacji, według szacunków, mieści się w przedziale 6700 – 67 000 dorosłych osobników. Trend liczebności populacji nie jest znany.